# Laxforsedan
Laxforsedan är en sjö i Nordmalings kommun i Ångermanland och ingår i Öreälvens huvudavrinningsområde. Sjön har en area på 0,0576 kvadratkilometer och ligger 47,6 meter över havet. Laxforsedan ligger i Öreälven Natura 2000-område. Sjön avvattnas av vattendraget Öreälven (Örån).

## Delavrinningsområde
Laxforsedan ingår i det delavrinningsområde (706973-168766) som SMHI kallar för Ovan Gvorrsjöbäcken. Medelhöjden är 61 meter över havet och ytan är 6,29 kvadratkilometer. Räknas de 204 avrinningsområdena uppströms in blir den ackumulerade arean 2 864,71 kvadratkilometer. Avrinningsområdets utflöde Öreälven (Örån) mynnar i havet. Avrinningsområdet består mestadels av skog (87 procent). Avrinningsområdet har 0,14 kvadratkilometer vattenytor vilket ger det en sjöprocent på 2,3 procent.